# First Nations Transportation
First Nations Transportation était une petite compagnie aérienne canadienne basée à Gimli dans le Manitoba. 
Créée en 2003, elle possédait une flotte de deux Curtiss C-46 et trois Douglas C-47. Elle cessa ses opérations en avril 2009.

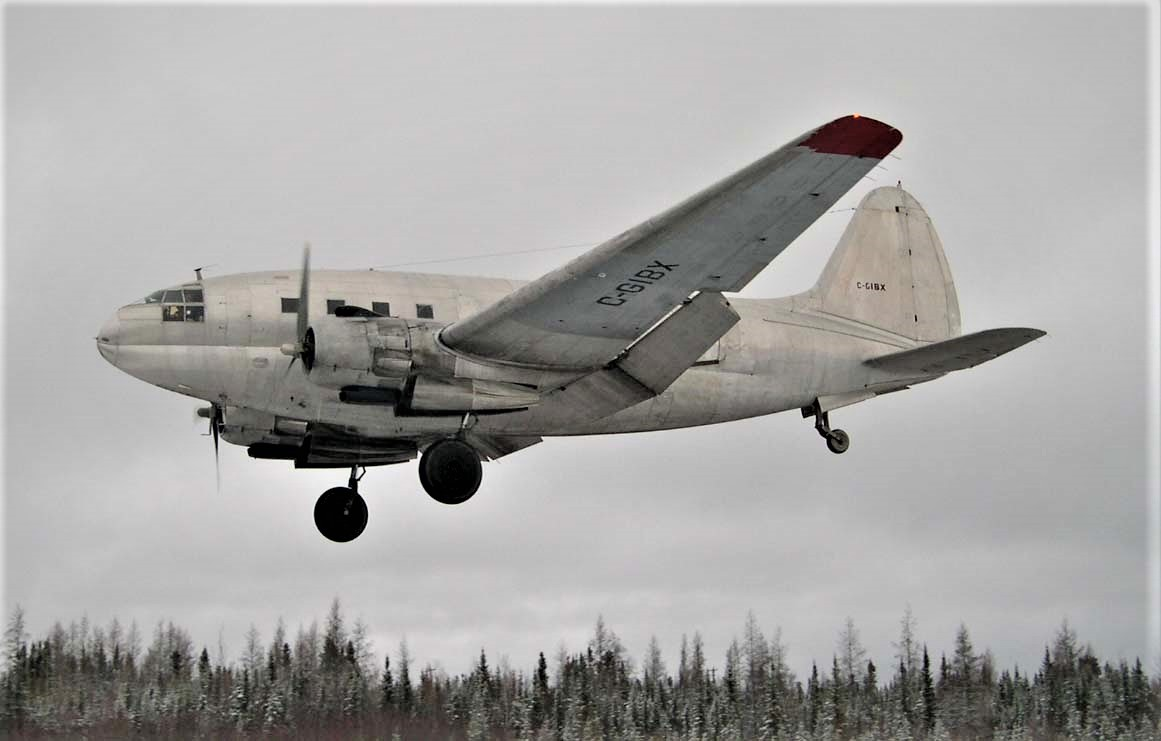
C-46 "C-GIBX" de First Nation Transportation